# Foreign Policy en español
Foreign Policy en español es una publicación digital en español que trata temas de política internacional, asuntos globales y cooperación al desarrollo entre otros.

## Historia
Foreign Policy Edición española fue fundada en febrero de 2004 como la versión española de la revista norteamericana Foreign Policy y editada por el think tank español Fundación para las Relaciones Internacionales y el Diálogo Exterior (FRIDE) bajo la dirección de Andrés Ortega, pasando a ser dirigida por Cristina Manzano en mayo de 2008.
La publicación en papel se extinguiría tras 41 números en octubre de 2008 continuando la edición digital de la revista bajo la denominación Foreign Policy en español.

## Temática y contenidos
La revista se ocupa de temas de política, economía e ideas globales además de otros aspectos como cooperación al desarrollo. Si bien la revista es una edición local de la norteamericana Foreign Policy, gran parte del contenido es propio y por tanto independiente del publicado en la versión estadounidense.
Andrés Ortega señaló que la revista se ocupa de "las cuestiones globales, la economía y la cultura con rigor, amenidad e imaginación", siendo uno de los pocos medios en español que se ocupan de las relaciones internacionales de un modo divulgativo.
En enero de 2013 pasó a denominarse "esglobal", y cambió su web a www.esglobal.org